# ¡Te pillé! (cuento de Ray Bradbury)
¡Te pillé! es un cuento de terror del escritor estadounidense Ray Bradbury publicado en agosto de 1978 en la revista Redbook. Fue 12º del Premio Locus (1979) en la categoría de relato corto.
Apareció publicado en The Year’s Finest Fantasy Volume 2 (1979) y The Stories of Ray Bradbury  (1980).

## Argumento
Beth y Charles forman una pareja que vive un amor intenso. Una noche, Beth propone un juego llamado "Te pillé", que debe empezar a medianoche, a lo que Charles acepta.

## Adaptación televisiva
El propio Bradbury adaptó el cuento para la serie The Ray Bradbury Theater. El episodio titulado Gotcha! fue emitido el 20 de febrero de 1988. Dirigido por Brad Turner, estuvo interpretado por Saul Rubinek, Kate Lynch y James Kidney.